# Sobrado (Valongo)
Sobrado is een plaats (freguesia) in de Portugese gemeente Valongo en telt 6 682 inwoners (2001).